# 1999年の紀伊國屋書店における漫画撤去問題
1999年の紀伊國屋書店における漫画撤去問題（せんきゅうひゃくきゅうじゅくねんのきのくにやしょてんにおけるまんがてっきょもんだい）とは、1999年に児童ポルノ販売が禁止されたことをきっかけに、紀伊國屋書店で成年向けマンガやポルノにとどまらず、ヌードや性描写を含んだ一般向けの漫画までもが一時撤去された出来事である。過剰な自主規制の一例と指摘される。

## 概要
1999年に児童買春、児童ポルノに係る行為等の処罰及び児童の保護等に関する法律（以下、児童ポルノ禁止法）が施行され、児童ポルノの販売が禁止されたことにより、各書店では児童ポルノに該当するおそれがある書籍や雑誌などが撤去された。そんな中、紀伊國屋書店が各店舗に対して、児童ポルノ禁止法施行にともなう注意事項を通達した。その中に、児童ポルノ禁止法の規制対象外であった漫画やアニメーションも注意が必要な物の中に含まれていた。
その結果、BLを含めた成年向けマンガだけでなく、『バガボンド』や『ベルセルク』、『あずみ』などのポルノグラフィではない、未成年のヌード描写や性描写を含んだ一般向け漫画が、一時的に紀伊國屋書店から撤去される事態になった。他にも山本直樹や『センチメントの季節』を初めとした榎本ナリコの一連の作品なども撤去された。
『あずみ』は1997年、文化庁メディア芸術祭マンガ部門優秀賞を受賞した作品であり、また『バガボンド』は2000年に文化庁メディア芸術祭マンガ部門大賞を受賞、『ベルセルク』も2002年に第6回手塚治虫文化賞マンガ優秀賞を受賞している。これらはいずれも芸術的価値が高いと評価された作品であった。
この影響はマンガだけにとどまらず、『本上まなみ写真集』などの有名タレントの出版物も撤去対象になった。売り場には「児童ポルノ禁止法が施行されました。当店は法律を順守します」という内容の張り紙が出され、この一連の撤去の影響は大手出版社を始め、数十社にも及んだ。

## 参議院予算委員会での質疑と答弁
2013年5月8日、山田太郎参議院議員（みんなの党所属）が参議院予算委員会にて、児童ポルノ禁止法改正案による漫画やアニメ規制についての質疑をした際、本事件を取り上げた。この中で山田太郎は、本事件が示すように法規制が行われれば、名作や芸術と認められた作品まで自主規制などで店頭から撤去されるなど萎縮が起こり、クールジャパンに大きな悪影響を与えるだけでなく、憲法が保障する表現の自由を大きく損ねると、安倍晋三内閣総理大臣や麻生太郎副総理に指摘した。この漫画やアニメに対する規制の是非を問いただす質疑に対し安倍総理は、児童の性を描いた漫画やアニメは、児童を性の対象とする風潮を助長する可能性がある一方、表現の自由に深く関わるため、慎重な考慮が必要と答弁。また麻生副総理は、漫画は子どもが読むものという事情が、規制対象として扱われる理由であると述べた。

## その他の紀伊國屋書店の自主規制
アメリカ合衆国国内の紀伊國屋書店で、萌え系雑誌5誌が撤去された。